# Cleistes castaneoides
Cleistes castaneoides är en orkidéart som beskrevs av Frederico Carlos Hoehne. Cleistes castaneoides ingår i släktet Cleistes, och familjen orkidéer. Inga underarter finns listade i Catalogue of Life.